# Pogonomys mollipilosus
Pogonomys mollipilosus es una especie de roedor de la familia Muridae.

## Distribución geográfica
Se encuentra en Nueva Guinea y Australia en la selva tropical de Queensland.